# Sole jodoniowe
Sole jodoniowe – organiczne związki chemiczne hiperwalencyjnego jodu na III stopniu utlenienia, o strukturze R
2I+
L−
, gdzie R – grupa organiczna (zazwyczaj arylowa lub alkilowa o charakterze elektronoakceptorowym), a L – elektroujemny ligand, np. X−
, BF−
4, OTs, OCOR i in.

## Związki hiperwalencyjnego jodu

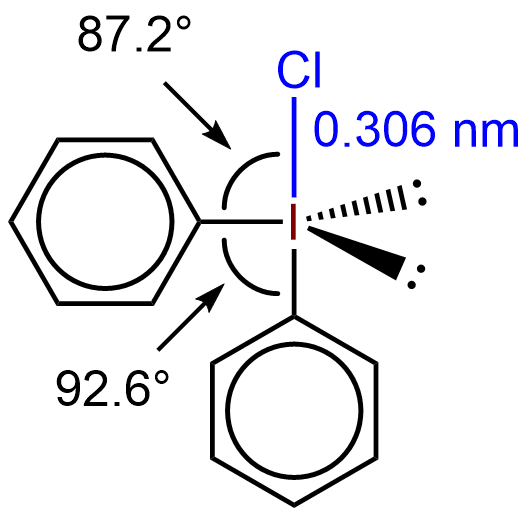
Chloro(difenylo)- λ^{3}-jodan (mniej prawidłowo zwany chlorkiem difenylojodoniowym). Kąt pomiędzy grupami fenylowymi zbliżony jest do kąta prostego, a długość wiązania I–Cl wynosząca 3,06 Å jest znacznie większa niż ok. 2,4 Å w chlorku jodu, ICl

Większość związków hiperwalencyjnych jodu to związki jodu(III), czyli λ3–jodany lub związki jodu(V), czyli λ5–jodany. W związkach tych występuje wiązanie trójcentrowe czteroelektronowe (3c–4e). Wiązanie to powstaje przez dostarczenie dwóch elektronów przez atom jodu oraz jednego elektronu od każdego przyłączonego ligandu, w wyniku czego na atomie jodu zgromadzony jest ładunek dodatni, a na każdym ligandzie ładunek ujemny. Powstałe w ten sposób wiązanie jest liniowe, wysoce spolaryzowane oraz dłuższe i słabsze od zwykłego wiązania kowalencyjnego.

## Budowa soli jodoniowych
W pełni jonowe sole jodoniowe R
2I+
 L−
 nie są związkami hiperwalencyjnymi, gdyż atom jodu ma w nich oktet elektronów walencyjnych. Przykładem takiego związku jest tetrafluoroboran difenylojodoniowy, (C
6H
5)
2I+
 BF−
4. W większości przypadków wiązanie pomiędzy atomem jodu a ligandem L ma częściowy charakter kowalencyjny (zwłaszcza gdy ligandem jest atom fluorowca), nadając związkom tym hiperwalencyjność. Ich cząsteczki mają kształt litery T, w której kąt wiązania R–I–R jest bliski 90°. Z badań rentgenostrukturalnych wynika, że wiązanie między jodem a ligandem L ma zazwyczaj długość 2,3–2,7 Å. Przy takiej budowie nazywanie ich „solami jodoniowymi”, choć powszechnie stosowane, nie jest prawidłowe; właściwą nazwą jest λ3-jodan. Jednak z racji bardzo słabego wiązania jod–ligand, w roztworach, zwłaszcza w rozpuszczalnikach polarnych, związki te ulegają częściowej dysocjacji, pozostając w równowadze z formą kowalencyjną.

## Zastosowanie soli jodoniowych
Podstawowym zastosowaniem soli jodoniowych w syntezie organicznej jest wprowadzanie grupy arylowej w nukleofilowe pozycje związków organicznych, którymi mogą być np. wiązania podwójne lub heteroatomy (tlen, siarka, azot itp.). Przykładem może być arylowanie sulfinianu sodu z wytworzeniem sulfonu:
Ph−SO−
2 Na+
 + Ar−I+
−Ar BF−
4 → Ph−SO
2−Ar
lub arylowanie kwasu akrylowego jako odmiana reakcji Hecka: